# Sur la route des Enfoirés
 (janvier 2015).
Si vous disposez d'ouvrages ou d'articles de référence ou si vous connaissez des sites web de qualité traitant du thème abordé ici, merci de compléter l'article en donnant les références utiles à sa vérifiabilité et en les liant à la section « Notes et références ».
Albums de Les Enfoirés
Bon anniversaire les Enfoirés
(2014) Au rendez-vous des Enfoirés
(2016)
Sur la route des Enfoirés est le vingt-cinquième album des Enfoirés, enregistré lors de leur série de concerts à Montpellier du 21 au 26 janvier 2015.

## Hymne
L'hymne des Enfoirés 2015 est une chanson inédite intitulée Toute la vie, écrite par Jean-Jacques Goldman. Un extrait fut dévoilé par les radios françaises le vendredi 9 janvier 2015 et elle est disponible depuis le 12 janvier 2015 en téléchargement.
C'est un single un peu particulier par rapport aux autres puisque les Enfoirés dialoguent avec des adolescents où ils expliquent qu'ils ont toute la vie devant eux à condition de s'y mettre.

## Diffusion télévisée
Le concert est diffusé le 13 mars 2015 à 20 h 55 sur TF1, TVI et RTL. L'audience sur TF1 est de 10,7 millions de téléspectateurs, soit 1,4 million de personnes de moins que l'an passé, le concert ayant souffert de la polémique autour du titre Toute la vie.
Le lendemain de cette diffusion, le double CD et le double DVD de cette édition 2015 sont mis en vente au profit des Restos du Cœur français.
Un CD ou un DVD acheté représente 17 repas offerts. Les Enfoirés engrangent 23 millions d'euros en 2015, soit 14 % des recettes totales de l'association.

## Liste des titres
1. Je t'aimais, je t'aime, je t'aimerai (Francis Cabrel) : Les Enfoirés
2. Ça ira mon amour (Rod Janois) : Jean-Louis Aubert, Michèle Laroque, M. Pokora et Zaz
3. L'Amour existe encore (Céline Dion) : Patrick Bruel, Julien Clerc, Jenifer, Claire Keim, Pascal Obispo, Natasha St-Pier, Tal et Christophe Willem
4. Sur ma route (Black M) 
  1. Chant des marais (Le Chant des déportés) (Association ouvrière de chant de Solingen) : Maxime Le Forestier
  2. Sur ma route (Black M) : Grégoire, Lorie, Emmanuel Moire, Pascal Obispo
  3. Sur la route (Gérald de Palmas) : MC Solaar
  4. On the road again (Bernard Lavilliers) : Les Enfoirés
5. Mademoiselle chante le blues (Patricia Kaas) 
  1. Mademoiselle chante le blues (Patricia Kaas) : Amel Bent, Jenifer et Claire Keim
  2. Hit the Road Jack (Percy Mayfield) : Lââm
  3. Fever (Little Willie John) : Lorie
  4. Tout le monde veut devenir un cat (Les Aristochats) : Mimie Mathy
6. Le Soldat (Florent Pagny) 
  1. Le Dormeur du val (Arthur Rimbaud) : Bénabar
  2. Le Soldat (Florent Pagny) : Jean-Louis Aubert, Amel Bent, Patrick Bruel, Patrick Fiori, Jean-Jacques Goldman, Michèle Laroque, Hélène Ségara et Zaz
7. Medley L'ascenseur
  1. Le Frunkp (Alphonse Brown) : Dany Boon, Lââm et Natasha St-Pier
  2. Wake me up (Avicii) : Emmanuel Moire, Christophe Willem
  3. Paris-Seychelles (Julien Doré) : Jean-Louis Aubert, Pascal Obispo
  4. Le Passé (Tal) : Patrick Fiori, Jenifer
  5. Crazy in Love (Beyoncé et Jay-Z) : Amel Bent, Tal
  6. Magic in the Air (Magic System / Ahmed Chawqi) : Nicolas Canteloup, Michaël Youn
8. L'Aziza (Daniel Balavoine) : Amel Bent, Patrick Bruel, Liane Foly, Claire Keim, M. Pokora, Hélène Ségara, Tal, Zazie
9. Medley Le cours d'anglais
  1. Wannabe (Spice Girls) : Amel Bent, Jenifer, Claire Keim, Lorie et Natasha St-Pier
  2. Les Sardines (Patrick Sébastien) : Gérard Jugnot, Michaël Youn
  3. It is not because you are (Renaud) : Michèle Laroque, Pierre Palmade
  4. Je vole (Michel Sardou) : Dany Boon
  5. She's gone (Patrick Bruel) : Jenifer, Kad Merad
  6. I Believe I Can Fly (R. Kelly) : Les Enfoirés
10. Dernière danse (Indila) : Liane Foly, Claire Keim, Natasha St-Pier et Zazie
11. L'amour à la machine (Alain Souchon) 
  1. L'Amour à la machine (Alain Souchon) : Amel Bent, Maxime Le Forestier, Lorie, Jean-Baptiste Maunier, Pascal Obispo, M. Pokora, Hélène Ségara, MC Solaar et Michaël Youn
  2. Une chanson populaire (Claude François) : Gérard Jugnot, Hélène Ségara
12. Vienne (Barbara) : Julien Clerc, Jenifer, Zaz, Jean-Baptiste Maunier
13. Lady Lay (Pierre Groscolas) : Nicolas Canteloup, Julien Clerc, Corneille, Jean-Jacques Goldman, Grégoire, Michael Jones, Maxime Le Forestier et Pascal Obispo
14. Medley Les naufragés
  1. Dès que le vent soufflera (Renaud) : Patrick Bruel, Natasha St-Pier
  2. Fais comme l'oiseau (Michel Fugain) : Patrick Bruel, Corneille, Natasha St-Pier
  3. Capitaine abandonné (Gold) : Patrick Bruel, Corneille, Liane Foly, Natasha St-Pier
  4. Mourir les sirènes (Canada) : Liane Foly, Michael Jones
  5. La même eau qui coule (Michel Sardou) : Dany Boon, Jean-Jacques Goldman, Mimie Mathy
  6. J'me tire (Maître Gims) : Corneille, Lorie
15. Trois nuits par semaine (Indochine) 
  1. Trois nuits par semaine (Indochine) : Patrick Fiori, Jenifer, Lââm, Kad Merad, Emmanuel Moire, Tal, Michaël Youn
  2. L'aventurier (Indochine) : Dany Boon, Grégoire, Jean-Baptiste Maunier
16. Medley Chapeau melon et bottes de cuir
  1. Disparue (Jean-Pierre Mader) : Grégoire, Mimie Mathy, Jean-Baptiste Maunier
  2. Le Graal (Kyo) : MC Solaar, Pierre Palmade, M. Pokora
  3. Au bord de l'eau (Gérald de Palmas) : Michèle Laroque et Zazie
  4. Libérée, délivrée (Anaïs Delva) : Hélène Ségara et Zaz
17. Happy (Pharrell Williams) : Corneille, Natasha St-Pier, Tal et Christophe Willem
18. Toute la vie (Les Enfoirés) : Jenifer, Jean-Baptiste Maunier, M. Pokora, MC Solaar, Tal, Les Enfoirés
19. La Chanson des Restos (Les Enfoirés) : Les Enfoirés

### Intermèdes
En plus des tableaux présents sur les CD et DVD, les artistes chantent des tubes de leur répertoire ou d'autres artistes, pendant les changements de décors :
- Jean-Louis Aubert chante Un autre monde
- Patrick Fiori chante Choisir
- Corneille chante Parce qu'on vient de loin
- Patrick Bruel chante J'te l'dis quand même ou Place des grands hommes ou Salut les amoureux
- Maxime Le Forestier  chante Mon Frère
- Julien Clerc chante Ce n'est rien
- Liane Foly chante La vie ne m'apprend rien
- Michael Jones chante Roxane et Hard days night
- Emmanuel Moire chante Beau Malheur
- Hélène Ségara chante Il y a trop de gens qui t'aiment
- MC Solaar chante Caroline
- Tal chante Wanna Be Startin' Somethin'
- Michaël Youn chante Fous ta cagoule !
- Zaz chante Sous le ciel de Paris
- Mimie Mathy chante L'amitié
- Grégoire chante Toi + moi
- Natasha St-Pier chante Tu trouveras
- Pascal Obispo chante Allumez le feu ou Lucie

## Artistes
35 artistes ont participé à au moins un des concerts. Un astérisque (*) signifie que l'artiste a participé aux sept concerts : 
- Jean-Louis Aubert (24, 25 et 26 janvier)
- Bénabar (25 janvier) : uniquement de la figuration
- Amel Bent *
- Dany Boon *
- Patrick Bruel *
- Nicolas Canteloup (sauf le 21 janvier)
- Julien Clerc (24, 25 et 26 janvier)
- Corneille *
- Patrick Fiori *
- Liane Foly *
- Jean-Jacques Goldman *
- Grégoire *
- Jenifer *
- Michael Jones *
- Gérard Jugnot (23, 24, 25 et 26 janvier)
- Claire Keim *
- Lââm *
- Michèle Laroque (23, 24, 25 et 26 janvier)
- Maxime Le Forestier *
- Lorie *
- Mimie Mathy *
- Jean-Baptiste Maunier *
- MC Solaar *
- Kad Merad *
- Emmanuel Moire *
- Pascal Obispo *
- Pierre Palmade *
- M. Pokora *
- Hélène Ségara *
- Natasha St-Pier *
- Tal *
- Christophe Willem *
- Michaël Youn *
- Zaz *
- Zazie (24, 25 et 26 janvier)

- 28 artistes ont participé au 1er concert.
- 29 artistes ont participé au 2e concert.
- 31 artistes ont participé au 3e concert.
- 34 artistes ont participé au 4e concert.
- 35 artistes ont participé au 5e et 6e concert.
- 34 artistes ont participé au dernier concert.

## Classements hebdomadaires
| Classement (2015)            | Meilleure place |
| ---------------------------- | --------------- |
| Belgique (Flandre Ultratop)  | 41              |
| Belgique (Wallonie Ultratop) | 1               |
| France (SNEP)                | 1               |
| Suisse (Schweizer Hitparade) | 1               |

## Certifications
| Pays          | Certification | Unités certifiées |
| ------------- | ------------- | ----------------- |
| France (SNEP) | 3 × Platine   | 300 000           |